# Yukyu Gensokyoku: Perpetual Collection
Yukyu Gensokyoku: Perpetual Collection is een videospel voor het platform Sega Saturn. Het spel werd uitgebracht in 2000.

## Platforms
| Jaar | Platform    |
| ---- | ----------- |
| 1999 | PlayStation |
| 2000 | SEGA Saturn |